# Rolf Nordhagen
Rolf Nordhagen, né le 21 octobre 1894 à Christiana et mort le 8 mars 1979 à Oslo, est un botaniste norvégien.

## Biographie
Rolf Nordhagen est le fils du peintre Johan Nordhagen (1856-1956) et de son épouse, née Christine Magdalene Johansen (1858-1933), et le frère de l'architecte Olaf Nordhagen (1883-1925). Après avoir terminé ses études secondaires à l'école de la cathédrale de Christiana en 1912, il devient candidatus realium en 1918. Il travaille comme assistant au jardin botanique de Christiana de 1915 à 1920, puis comme chercheur à l'université du roi Frédéric de 1920 à 1925. Il reçoit son titre de Philosophiæ doctor en 1922 grâce à sa thèse intitulée Kalktufstudier i Gudbrandsdalen à propos du tuf calcaire. Il est professeur au collège d'agriculture de Norvège en 1924 et 1925, puis professeur au Bergen Museum de 1925 à 1945. Il épouse Elisabeth Marie Myhre (1900-1979) en août 1925. Il est professeur à l'université d'Oslo de 1946 à 1964.
Rolf Nordhagen a dirigé le jardin botanique de Bergen et le jardin botanique de l'université d'Oslo, ainsi que le Muséum d'Oslo. Tout au long de sa carrière, il s'est spécialisé en morphologie végétale, en phytosociologie et en phytogéographie. Il s'est également intéressé à la philologie, à l'ethnologie et à l'histoire.
Son premier ouvrage d'importance est Die Vegetation und Flora des Sylenegebietes à propos des silènes, publié par l'Académie norvégienne des sciences et des lettres en 1927-1928. Son livre Versuch einer neuen Einteilung der subalpinen-alpinen Vegetation Norwegens a paru en 1936. Il s'est encore fait remarquer par Sikkilsdalen og Norges fjellbeiter à propos des pâturages des montagnes de Norvège et de la vallée du Sikkilsdalen et également par En plantesosiologisk monografi, monographie sur la phytosociologie parue en 1943. Norsk flora (flore de Norvège) paraît en 1940 et rencontre un grand succès, ainsi que Våre ville planter. Cette dernière œuvre paraît en huit volumes de 1950 à 1958, en collaboration avec Torstein Lagerberg, Jens Holmboe, Einar Du Rietz et John Axel Frithiof Nannfeldt.
Le professeur Rolf Nordhagen est élu membre de l'Académie norvégienne des sciences et des lettres en 1923, membre de la Société royale norvégienne des sciences et des lettres en 1952 et membre étranger des académies de Copenhague, Helsinki et d'Uppsala, de l'Académie royale des sciences de Suède, des académies de Göteborg et de Lund. Il est fait docteur honoris causa de l'université de Lund en 1957 et chevalier de l'ordre de Saint-Olaf de première classe, la même année.